# Amblycentrus pubescens
Amblycentrus pubescens är en insektsart som beskrevs av Fowler. Amblycentrus pubescens ingår i släktet Amblycentrus och familjen hornstritar. Inga underarter finns listade i Catalogue of Life.